# Constance Briscoe

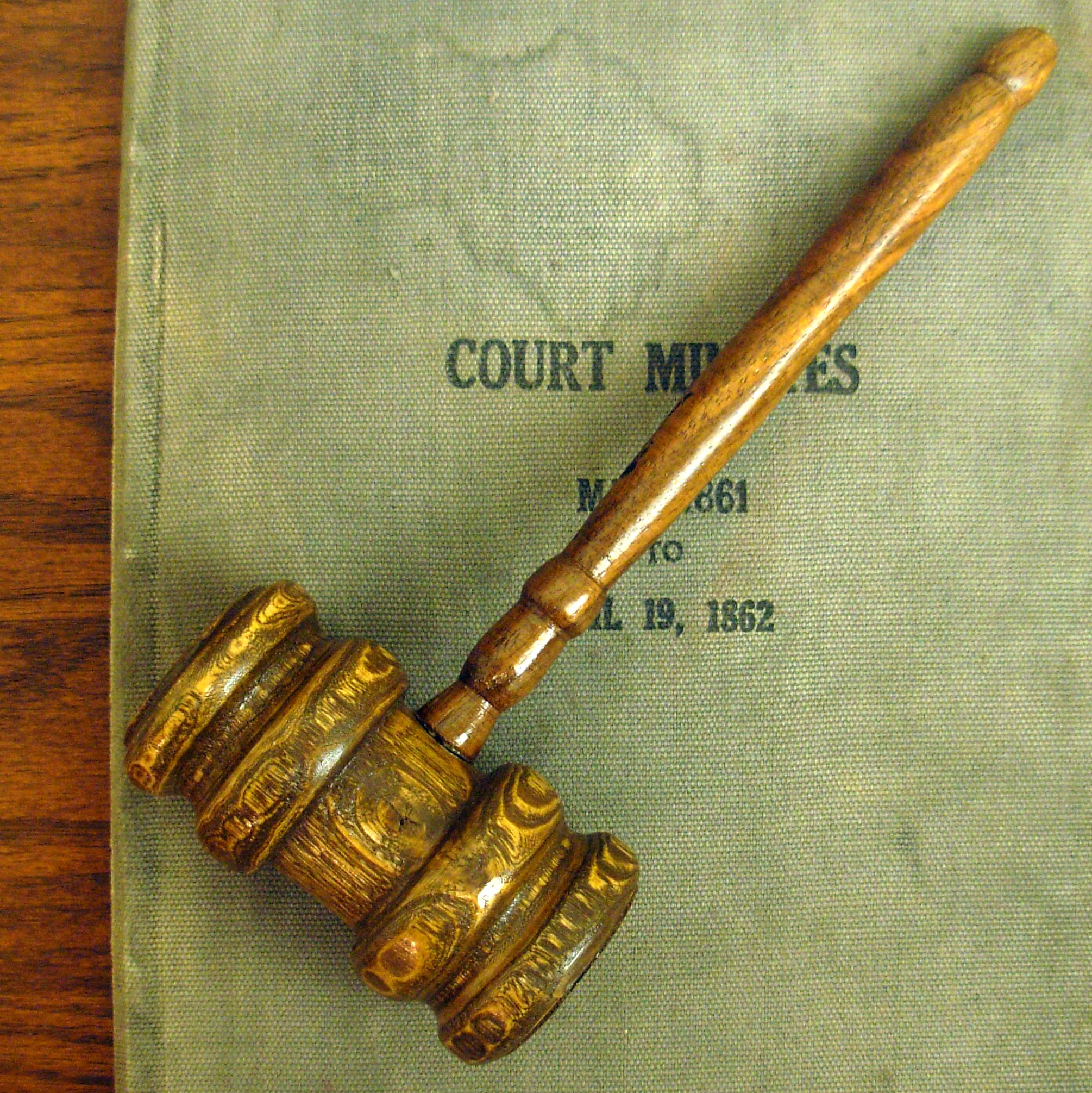

Constance Briscoe (Londen, 18 mei 1957) is een Engelse rechter. Ze was een van de eerste zwarte, vrouwelijke rechters in Engeland.

## Levensloop
Briscoe groeide op in een gezin als vierde van zes kinderen. Haar ouders komen uit Jamaica. De mishandeling door haar moeder beschrijft zij in haar boek Ugly (in het Nederlands verschenen als Lelijk, 2006), genoemd naar haar moeders mening over haar.
Ondanks de mishandelingen door haar moeder en later ook door haar stiefvader, haalde Briscoe de middelbare school. Met een studiebeurs werd ze toegelaten tot een opleiding rechten aan de Universiteit van Newcastle. Ze werd in 1983 beëdigd als advocaat.
Briscoe was getrouwd en heeft twee kinderen.

## Naam
Haar moeder noemde Briscoe Clear (afgeleid van Clare), omdat ze beweerde dat Briscoe zo doorzichtig was dat ze door haar heen keek, aldus Ugly. Haar zussen maakten daar Clare van, wat ook op haar schoolrapporten en rijbewijs staat. Briscoe kwam op haar achttiende achter haar echte naam, middels haar geboorteakte. Haar zussen gebruiken nog steeds Clare als roepnaam.

## Reacties familie opUgly
Briscoes moeder heeft een aanklacht ingediend tegen haar dochter in verband met de beweringen in haar boek.